# Rejon derbencki
Rejon derbencki (ros. Дербентский район, azer. Дәрбәнд раjонy, lezg. Дербент район, tab. Дербент район) – jednostka administracyjna wchodząca w skład Dagestanu w Rosji.
Centrum administracyjnym rejonu jest miasto Derbent, nie wchodzące w jego skład.

## Geografia
Powierzchnia rejonu wynosi 822,72 km² i znajduje się on w południowo-wschodniej części Dagestanu. Graniczy z pięcioma innymi rejonami wchodzącymi w skład Dagestanu.
Rejon leży nad Morzem Kaspijskim. Fragment granicy rejonu wyznacza rzeka Samur.
Najwyższym punktem rejonu jest góra Dżałgan (708 m n.p.m.).

## Demografia
W 2021 roku rejon zamieszkiwało 100 287 osób.
Grupy etniczne i narodowości w 2021 roku (bez miasta Derbent):
- Azerowie – 49 669 (49,53%)
- Lezgini – 20 123 (20,07%)
- Tabasaranowie – 13 145 (13,11%)
- Dargijczycy – 10 389 (10,36%)
- Agulowie – 2 858 (2,85%)
- Rosjanie – 687 (0,69%)
- inny – 2 089 (2,08%)
- nie wskazano – 1 327 (1,32%)